# Salpidema mauritianum
Salpidema mauritianum is een keversoort uit de familie platsnuitkevers (Salpingidae). De wetenschappelijke naam van de soort werd in 1916 gepubliceerd door Georg Karl Maria Seidlitz.